# Karel Zvonař
Karel Zvonař (25. října 1912 Rakousko-Uhersko – ?) byl československý zápasník, reprezentant v zápase řecko-římském, vicemistr Evropy z roku 1937. V roce 1936 startoval na olympiádě v Berlíně, kde v kategorii do 72 kg vypadl ve třetím kole. V letech 1932 až 1944 vybojoval šestkrát titul Československého mistra, respektive Protektorátu Čechy a Morava.